# روزا ليما
روزا ليما (2 مايو 1964 في البرازيل - ) هي لاعبة كرة قدم برازيلية في مركز الدفاع. شاركت مع منتخب البرازيل لكرة القدم للسيدات. أما مع النوادي، فقد لعبت مع نادي بنفيكا ونادي رادار الرياضي.

## وصلات خارجية
- روزا ليما على موقع الاتحاد الدولي (مؤرشف)  (الإنجليزية)